# Burkhard Müller-Ullrich
Burkhard Klothar Müller-Ullrich (* 19. November 1956 in Frankfurt am Main) ist ein deutsch-schweizerischer Journalist, Autor und Podcaster. Seit Juni 2022 ist er Betreiber des Internetradiosenders Kontrafunk.

## Leben
Burkhard Müller-Ullrich wuchs in Frankfurt am Main auf. Er studierte in München Philosophie, Soziologie und Geschichte, verließ aber die Universität nach wenigen Semestern ohne Abschluss. Währenddessen war er Mitarbeiter des Bayerischen Rundfunks und der Süddeutschen Zeitung.
Seit 1978 arbeitet Müller-Ullrich als Journalist. Er war zunächst freier Mitarbeiter verschiedener deutscher Rundfunkanstalten, des Gemeinschaftswerks der Evangelischen Publizistik (bei der Zeitschrift medium sowie dem Branchendienst Kirche und Rundfunk) und der Frankfurter Rundschau.
Von 1985 bis 1988 war er Redakteur beim Schweizer Radio DRS und dem Schweizer Büchermagazin Bücherpick. Außerdem leitete er 1987/1988 das zweimal wöchentlich erscheinende Branchenblatt für Schweizer Buchhändler Sortiment.
Von 1988 bis 1994 war Burkhard Müller-Ullrich als freier Kulturkorrespondent mit Schwerpunkt Schweiz, Frankreich und Großbritannien für viele Rundfunkanstalten und Zeitungen aktiv. Darunter waren die Basler Zeitung, die Berner Zeitung, das St. Galler Tagblatt, Die Zeit, Die Welt und Der Standard. Außerdem war er in der Zeit als Übersetzer für den deutschsprachigen Dienst der wissenschaftlichen Nachrichtenagentur CEDOS (Centre de documentation scientifique) in Genf aktiv.
1994 bis 1996 war er Gründer und Leiter der Internationalen Kulturnachrichten-Agentur ink-a mit Sitz in Freiburg/Brsg. Außerdem arbeitete er in der Zeit von 1994 bis 1996 als Autor bei der Schweizer Weltwoche, Focus und der Süddeutschen Zeitung.
Von 1997 bis 2000 war er Redaktionsleiter der Redaktion Kultur heute im Deutschlandfunk. Seither war er wieder freischaffend als Autor für mehrere ARD-Sender, Zeitungen und Zeitschriften tätig. Als Moderator war er bis Anfang 2022 regelmäßig als freier Mitarbeiter im Südwestrundfunk (SWR2 Forum) zu hören.
Im Februar 2021 gab er der Wochenzeitung Junge Freiheit ein Interview, in dem er sich über „Dummheit und Charakterlosigkeit“ vieler Kollegen und „die zunehmende Gleichgeschaltetheit“ der Rundfunkräte beschwerte und  „vor allem die öffentlich-rechtlichen Medien“ als „Panikschleudern in Sachen Corona“ bezeichnete.

## Schwerpunkte der Arbeit
In den 1990er Jahren löste er mit Artikeln (u. a. über das Waldsterben, Taslima Nasrin und Mumia Abu-Jamal) heftige Kontroversen aus, später begleitete er das Tagesgeschehen vor allem satirisch. Seine Glossen wurden von mehreren Rundfunkanstalten gesendet und erschienen u. a. im Wiener Standard.

## Corona-Website
Burkhard Müller-Ullrich betreibt mit anonymen Beiträgern die Website Ich Habe Mitgemacht, die Zitate von Menschen aus Politik, Wissenschaft und Medien sammelt, die sich im Zusammenhang mit den politischen Maßnahmen mit Bezug zur COVID-19-Pandemie oder im Umgang mit deren Kritikern am angeblichen „Corona-Unrecht“ beteiligt hätten. Die Website diene „als Pranger für alle, die (Müller-Ullrich) für die Corona-Politik verantwortlich macht.“

## Indubio (2020–2022)
Von 2020 bis Ende März 2022 moderierte Müller-Ullrich bei der Achse des Guten den Podcast Indubio. In diesem besprach er das politische und gesellschaftliche Tagesgeschehen mit seinen Gästen. Im Herbst 2020 gehörte er zu den Erstunterzeichnern des Appells für freie Debattenräume. Im Herbst 2020 löschte Spotify zuerst die Folge Trans-Babys und Pubertätsblocker mit Birgit Kelle und dann alle Folgen des Podcasts Indubio. 2021 waren sie wieder erreichbar. Die letzte Indubio-Folge moderierte Müller-Ullrich am 27. März 2022 die Ausgabe 217, am 3. April folgte ihm am Sonntag darauf mit Folge 218 Gerd Buurmann.

## Kontrafunk (seit 2022)
2022 gründete Müller-Ullrich mit Unterstützung Peter Hahnes bei seinem Schweizer Wohnsitz die Aktiengesellschaft Kontrafunk AG, um im gleichnamigen Internetradio nicht nur den Indubio-Podcast unter dem neuen Namen Sonntagsrunde fortzuführen, sondern ein vollständiges Hörfunk-Programm zu entwickeln. Laut Onlinemagazin Übermedien hatte er sich von den Herausgebern der Achse des Guten „nach eigenen Angaben jedoch eher im Streit getrennt“. Seit dem 21. Juni 2022, ausgestattet mit 1,2 Mio. Euro Startkapital, wird Kontrafunk in der Form eines Radioprogrammes ausgestrahlt.

## Preise und Auszeichnungen
- 2005 erhielt er den 2. Hörfunkpreis der RIAS-Berlin-Kommission für sein im November 2004 verfasstes Wahltagebuch aus Florida.[14]

## Mitgliedschaften
- früheres Mitglied des deutschen P.E.N.
- Mitglied im Bund Deutscher Sportschützen.[15]
- AfD-Mitglied (seit 2017)[16][17]

## Privates
Müller-Ullrich lebte in Frankfurt am Main, München und auf der Insel Reichenau. 1982 siedelte er nach Genf über, 1994 nach Freiburg im Breisgau. Er lebt mit seiner Familie in Köln und in der Schweiz. Er ist Staatsbürger Deutschlands und der Schweiz.

## Veröffentlichungen
- Der Volkstribun im Liebeswahn. Die letzten Tage des Ferdinand Lassalle. In: Uwe Schultz (Hrsg.): Das Duell. Der tödliche Kampf um die Ehre. insel taschenbuch 1739, Frankfurt am Main / Leipzig 1996, ISBN 3-458-33439-4.
- Burkhard Müller-Ullrich: Medienmärchen. Gesinnungstäter im Journalismus. Blessing, München 1996, ISBN 3-442-75532-8 (als Goldmann Taschenbuch 75532, München 1998, ISBN 3-442-75532-8).
  - Burkhard Müller-Ullrich: Medienmärchen. Gesinnungstäter im Journalismus - eine Wiedervorlage. edition buchhaus loschwitz, Dresden 2023, ISBN 978-3-9825562-3-9 (mit Geleitwort von Uwe Tellkamp: Der Nachrichtenforscher, S. 9-11 und einem Vorwort des Autors: Vorwort - 27 Jahre später, S. 12-16).
- Kugelschreiber. In: 3sat (Hrsg.): 100 Wörter des Jahrhunderts. suhrkamp taschenbuch 2973, Frankfurt am Main 1999, ISBN 3-518-39473-8.
- Vorwort zur Autobiografie von Vera Broido: Tochter der Revolution. Erinnerungen. Edition Nautilus, Hamburg 2004, ISBN 3-89401-443-1 (Originaltitel: Daughter of Revolution. Übersetzt von Jürgen Schneider).
- Wonach richten sich die Nachrichten? In: Konrad Paul Liessmann (Hrsg.): Der Wille zum Schein. Über Wahrheit und Lüge. Zsolnay, Wien 2005, ISBN 3-552-05339-5.
- Balkonien. Zu Hause bleiben mit Insider-Tipps. In: Marco-Polo-Reiseführer. MairDumont, Ostfildern 2009, ISBN 978-3-8297-0614-8.
- Routenneuberechnung. 100 Orientierungsglossen. Amazon Kindle-edition, 2012, ISBN 978-3-00-040563-1.